# London Underground S Stock
De S Stock is een type sub-surfacemetrostel dat geleverd is door Bombardier Transportation en werd geproduceerd in Derby voor de London Underground (Sub-surface is de aanduiding voor metrostellen waarvan de hoogte en de breedte die van Britse spoorwegtreinen benaderen). Ze vervangen de 177 oude treinen op de Metropolitan Line, District Line, Hammersmith & City Line en Circle Line door een nieuwe vloot met een gestandaardiseerd ontwerp. In totaal zijn er 191 stellen met een totaal van 1395 rijtuigen geleverd. De S Stock-order is de grootste eenmalige order van één treintype in de geschiedenis van Groot-Brittannië.
Volgens Transport for London bedragen de totale kosten van de S Stock-treinstellen £1,5 miljard.

## Algemene gegevens
De 'S' staat voor sub-surface, wat past in de traditie van London Underground om de vloot van sub-surfacelijnen aan te duiden met een letter geassocieerd met de lijn waarop ze rijden. Bijvoorbeeld: A Stock deed dienst op de Metropolitan Line tot Amersham, C Stock op de Circle Line en Hammersmith & City Line en D Stock op de District Line.
De serie maakt deel uit van Bombardiers Moviafamilie, in de vorm van 133 stuks zevendelige "S7"-treinstellen en 58 stuks achtdelige "S8"-treinstellen. Ze werden geleverd tussen 2010 en 2017. Deze vloot beschikt over een aantal nieuwigheden zoals doorloopmogelijkheid door de hele trein en airconditioning, voor het eerst bij London Underground. De treinen zijn uitgerust met recuperatieve remmen, die ongeveer 20% van hun energie terugleveren aan het net, waarna deze opnieuw gebruikt kan worden.
Deze treinen kunnen sneller accelereren dan eerdere treinen, 1,3 m/s2 (vergelijkbaar met het K-Stock van de metro van Hongkong), maar de topsnelheid is beperkt tot 100 km/h. Dit is 10 km/h trager dan de maximumsnelheid van A Stock: 110 km/h (die in normale dienst nooit bereikt werd) maar dit is wel sneller dan C en D Stock. Tijdens de overgangsperiode tussen oude en nieuwe treinen, beperkten de S Stock-treinen hun vermogen tot dat van de oude treinen om zo te voldoen aan de beperkingen van de seinen en om opstoppingen te voorkomen (de oude treinen accelereren trager), wat tot een verstoring van de dienstregeling kan leiden. De 8 rijtuigvariant kan 306 zittende passagiers per treinstel vervoeren tegenover 448 zittende passagiers per treinstel bij het oude A Stock, een capaciteitsvermindering van 32%. S Stock kan 25% meer staande passagiers vervoeren (1.226 tegenover 976 passagiers bij de A8 Stock). Er is ook een ruimte voor rolstoelgebruikers. De S8 stock heeft relatief meer zitplaatsen dan de S7 stock omdat deze treinstellen op langere afstanden worden ingezet. De S7 stock heeft alleen zitplaatsen in de langsrichting, S8 heeft ook zitplaatsen in de dwarsrichting van de trein.
In de toekomst zal de spanning op de lijnen verhoogd worden van 630 naar 750 volt gelijkspanning. Dit zal zorgen voor betere prestaties en ook tegemoetkomen aan de grotere vervoersvraag die verwacht wordt.
De treinen van de S Stock zijn voorbereid voor automatische treinbesturing (ATO, Automatic Train Operation). Momenteel wordt er hard gewerkt aan het aanpassen van de metrolijnen voor dit systeem waarbij de bestuurder alleen de deuren hoeft te sluiten en vervolgens het startcommando geeft. Naar verwachting zijn in 2023 alle sub-surface lijnen van Seltrac, het nieuwe beveiligings- en beheersingssysteem voorzien, en wordt automatisch rijden mogelijk.

## Fotogalerij

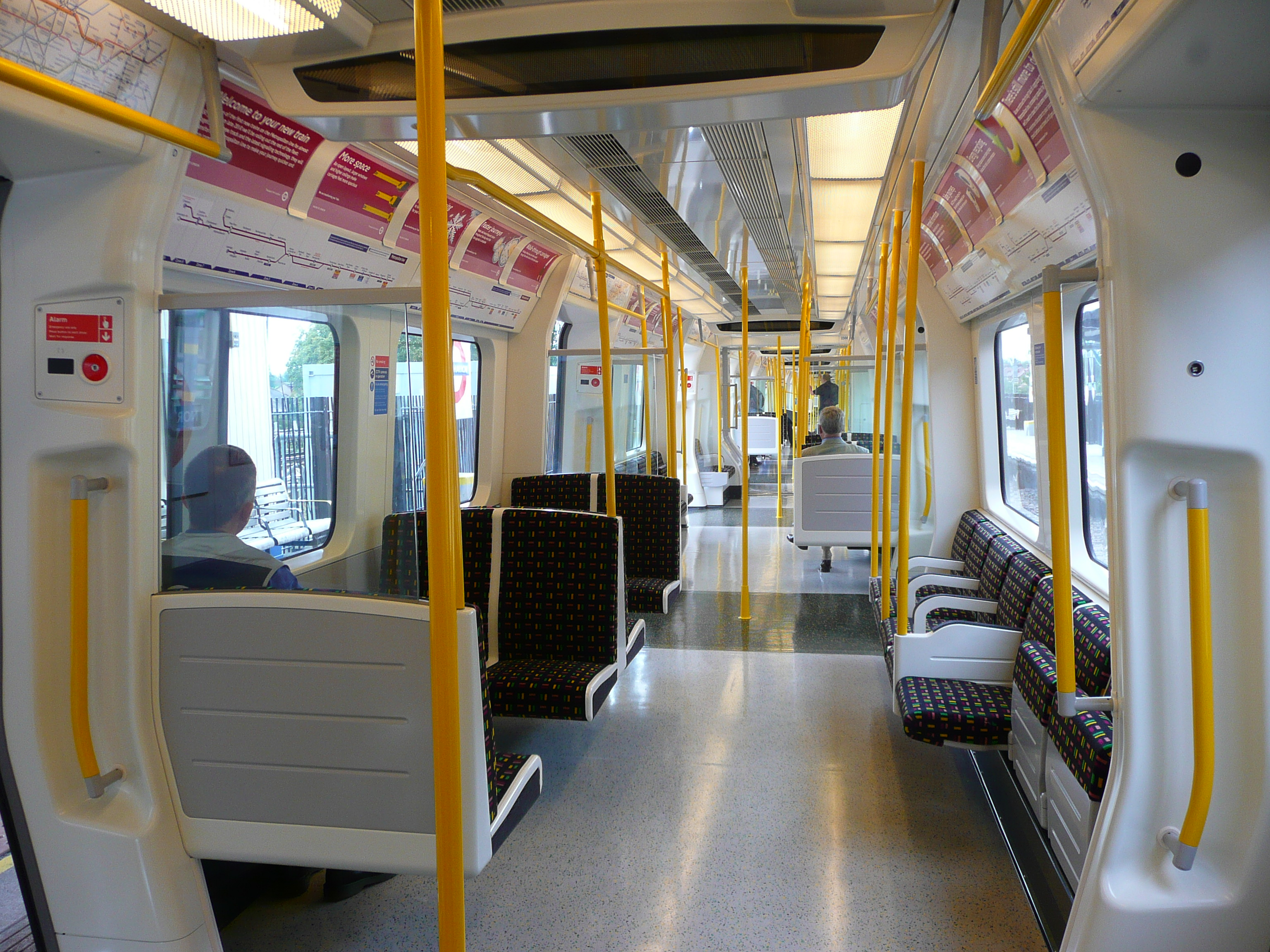
Het interieur van een S8 Stock-treinstel met dwarsbanken voor de Metropolitan Line.
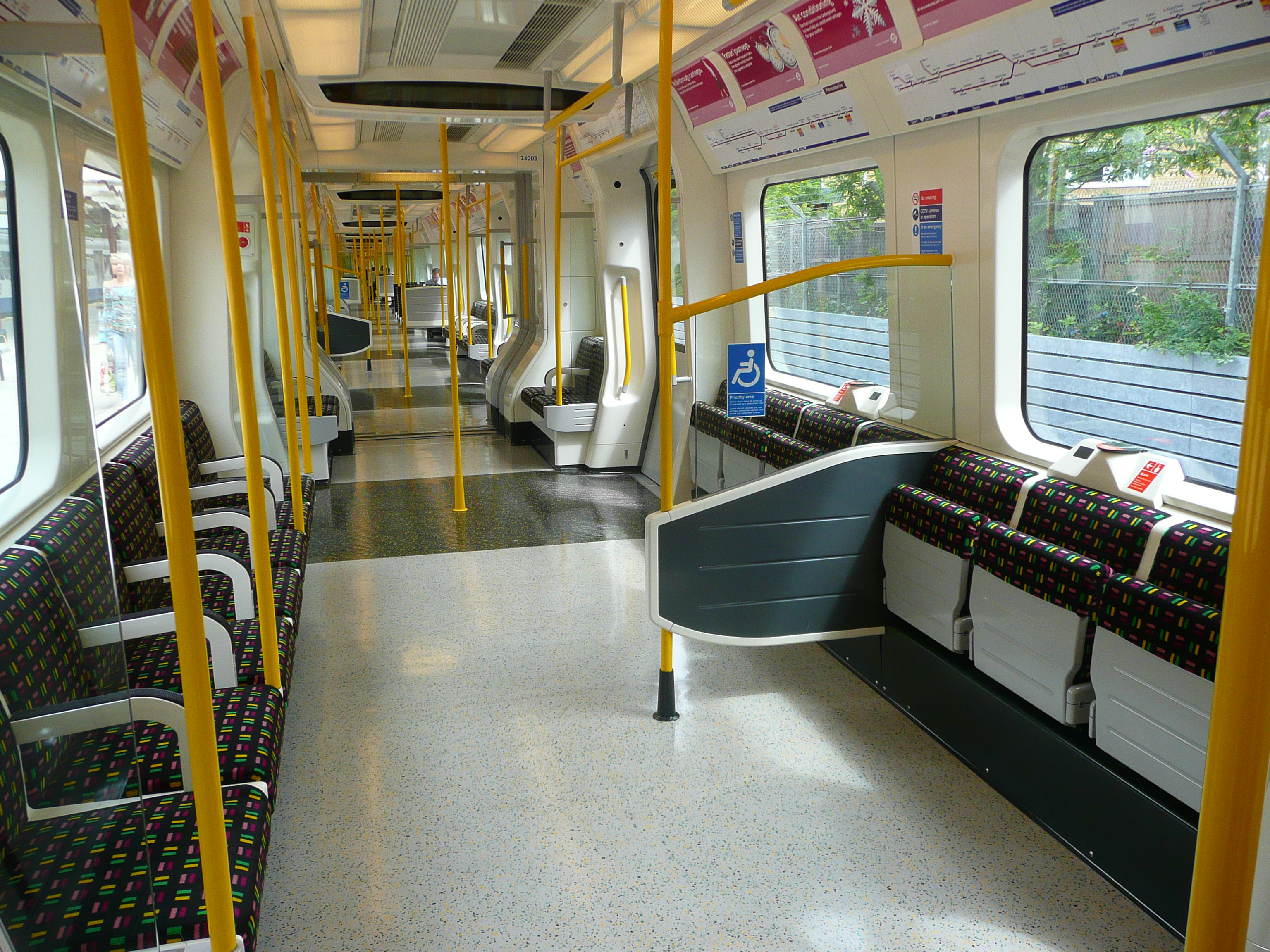
Het interieur van de S Stock heeft ruimte voor rolstoelen en buggy's en daardoor ook meer ruimte voor staande passagiers.
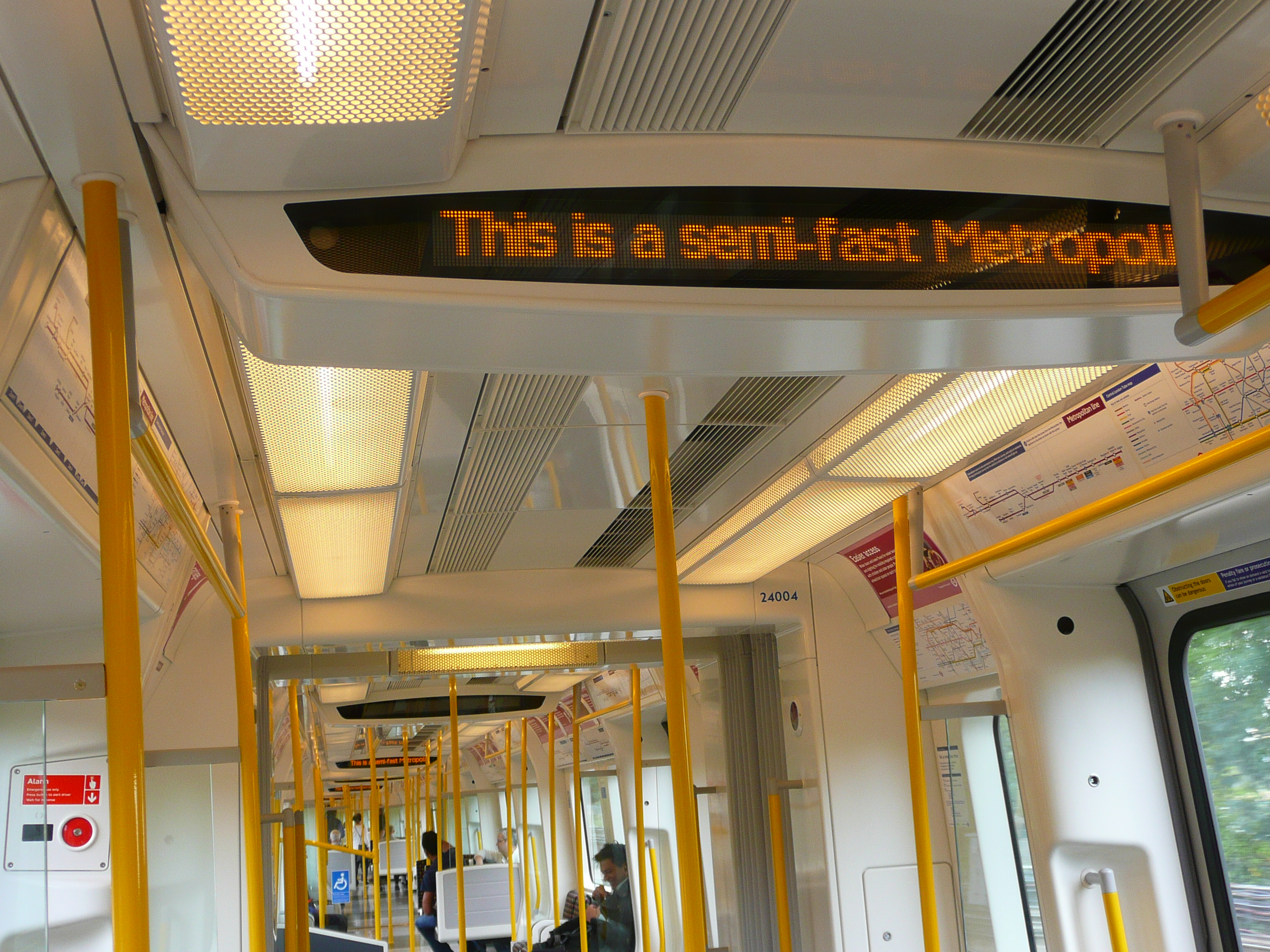
Een informatiepaneel in een S Stock-treinstel.
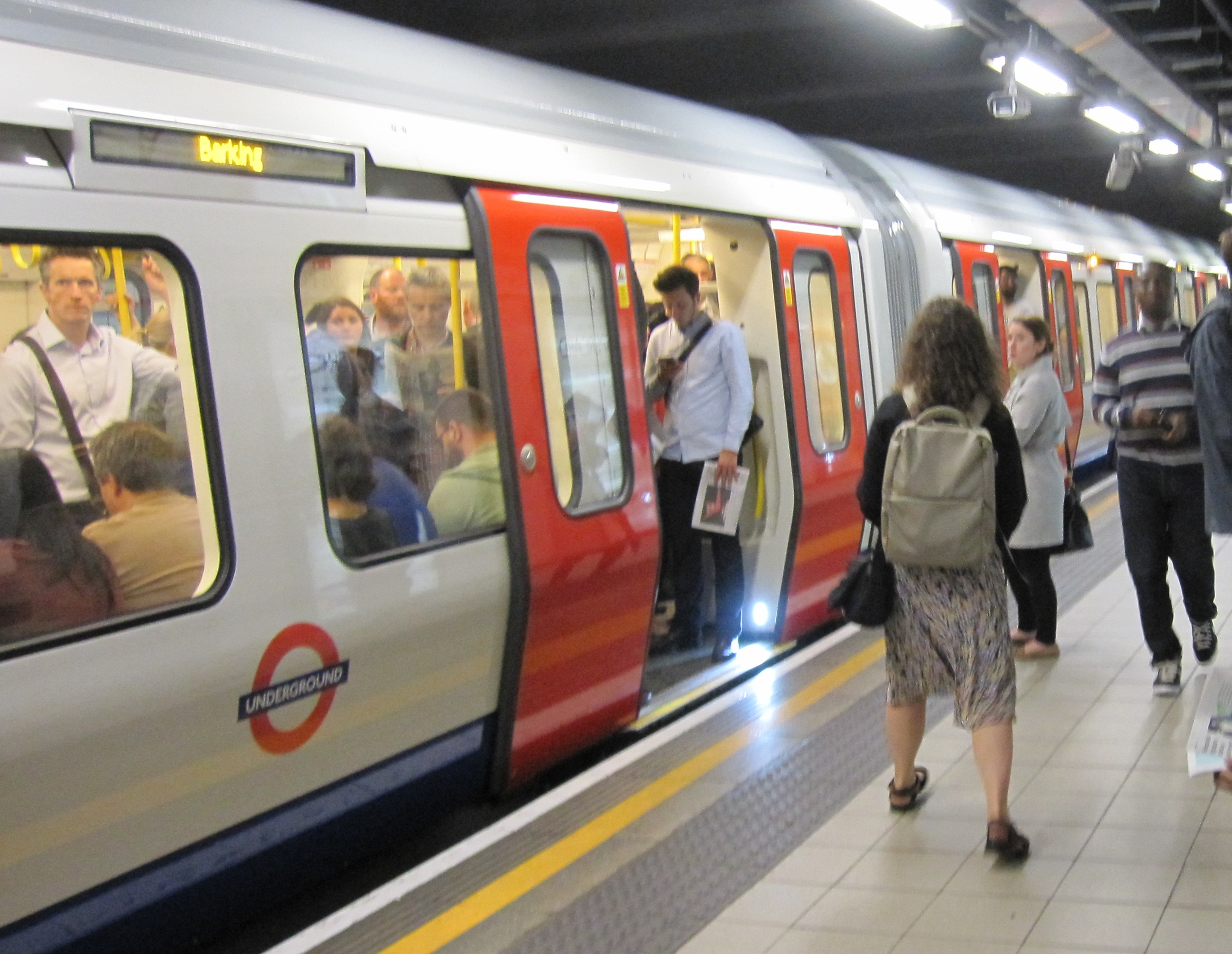
S7 Stock treinstel op station Euston Square.
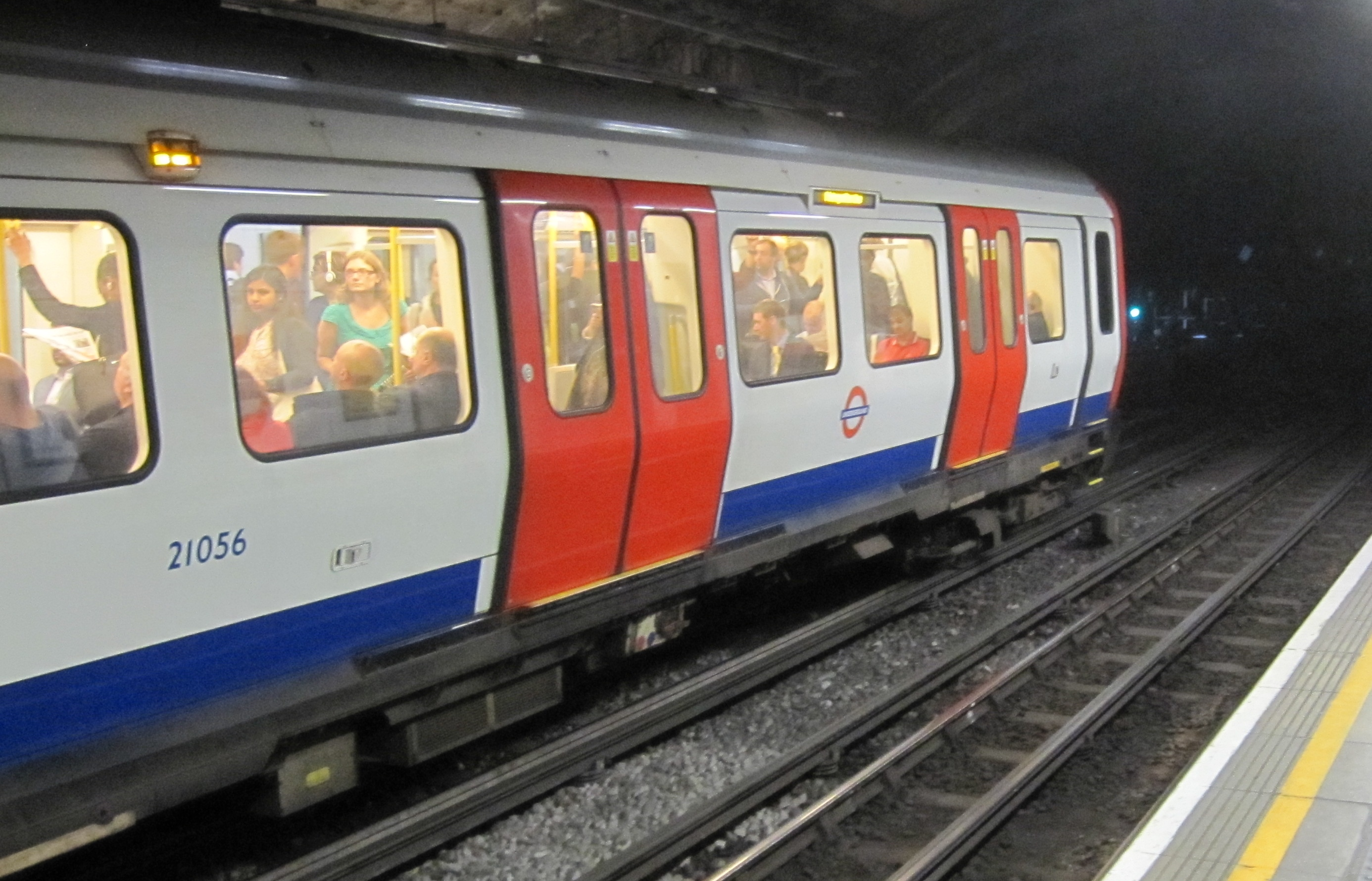
S8 Stock treinstel op Euston Square station.